# Parobereopsis nigrosternalis
Parobereopsis nigrosternalis är en skalbaggsart som beskrevs av Stefan von Breuning 1956. Parobereopsis nigrosternalis ingår i släktet Parobereopsis och familjen långhorningar. Inga underarter finns listade i Catalogue of Life.